# 数寄屋橋

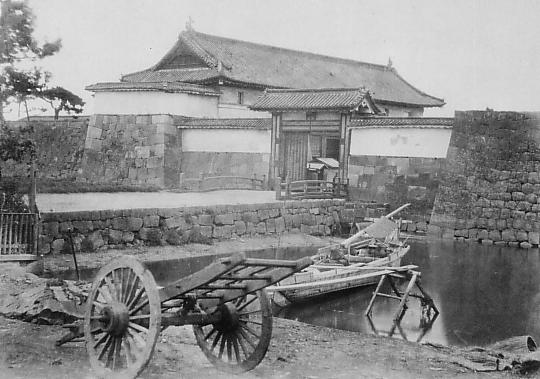
数寄屋橋門（1871年）

数寄屋橋（すきやばし）は、1629年（寛永6年）江戸城外濠に架けられた橋であり、その周辺の地名。

## 歴史

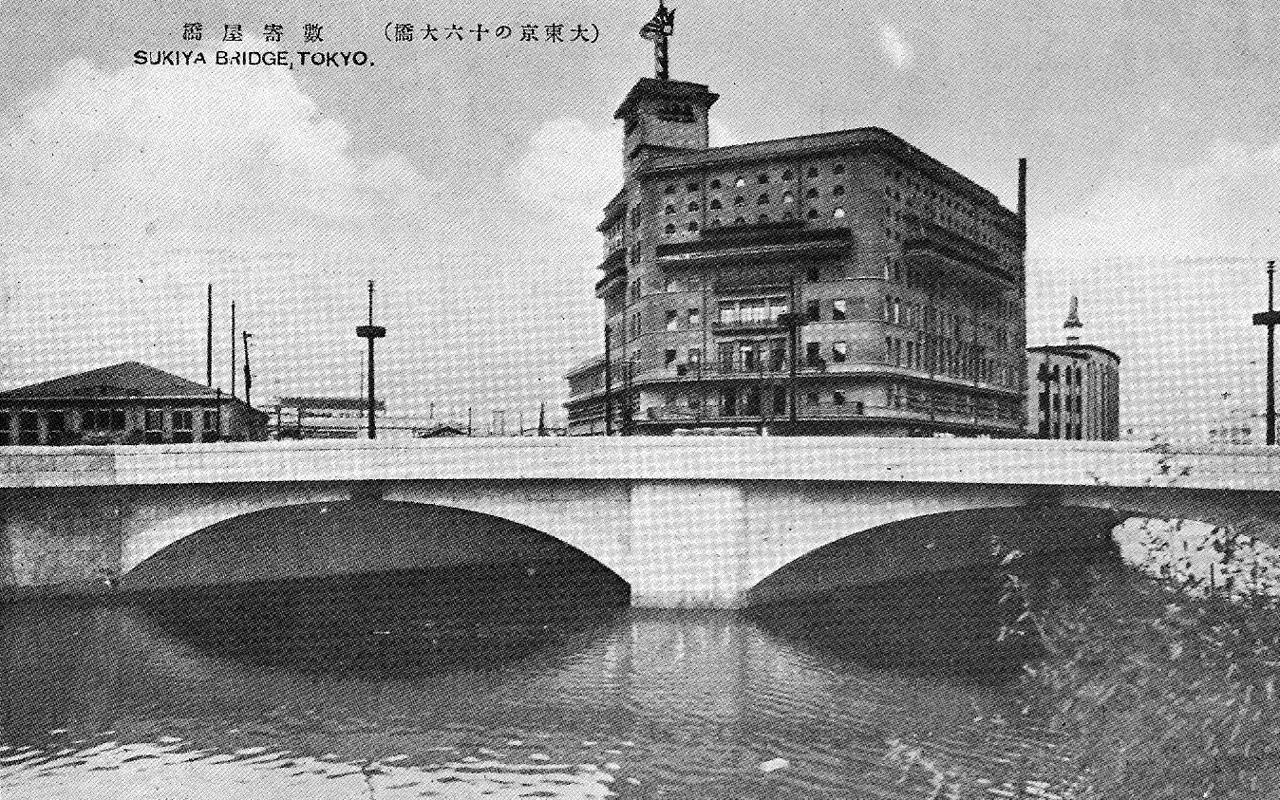
昭和初期の数寄屋橋。後ろの建物は旧朝日新聞本社

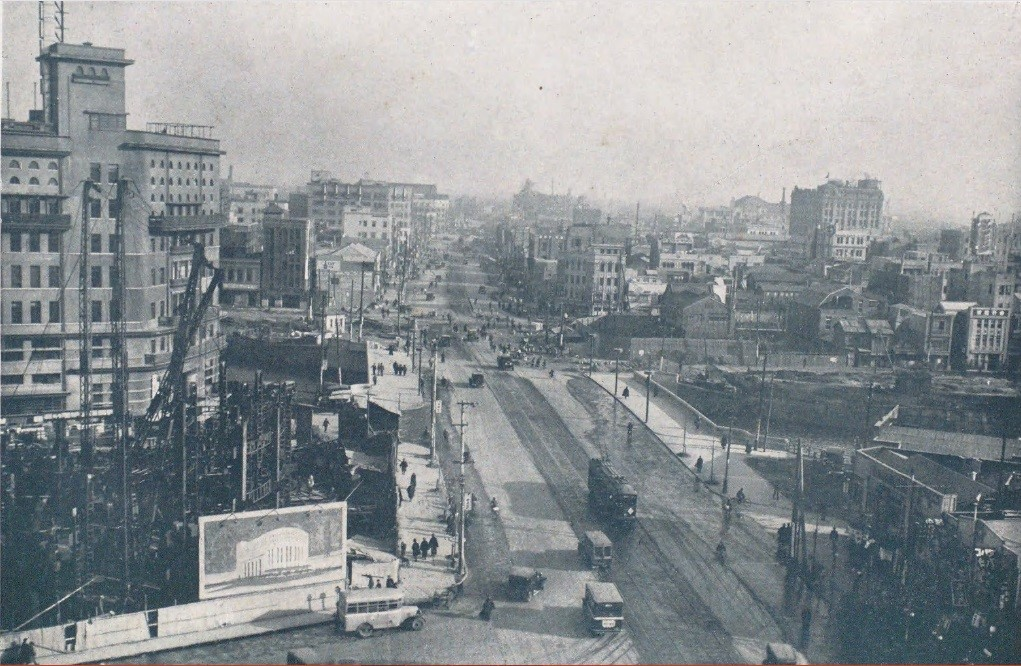
昭和初期の数寄屋橋交差点を日比谷から望む。左に朝日新聞社

武士と町人の居住地を隔てる境界線にあり、見附（本来の表記は見付）と呼ばれる城門が置かれていた。
明治維新後に城門は撤去され、関東大震災後の帝都復興事業によって、1929年（昭和4年）に石造りの二連アーチ橋に架け替えられた（山口文象設計）。晴海通り (都道304号)が外堀を渡る位置にあり、北側に日劇と朝日新聞社、南側に銀座東芝ビルと泰明小学校を臨む風景は東京の代表的な水辺の景観だった。
1958年（昭和33年）外堀が埋められ東京高速道路が建設されるのに伴い取り壊された。その後、晴海通りを跨ぐ高速道路の橋は「新数寄屋橋」と名付けられた。

## 周辺

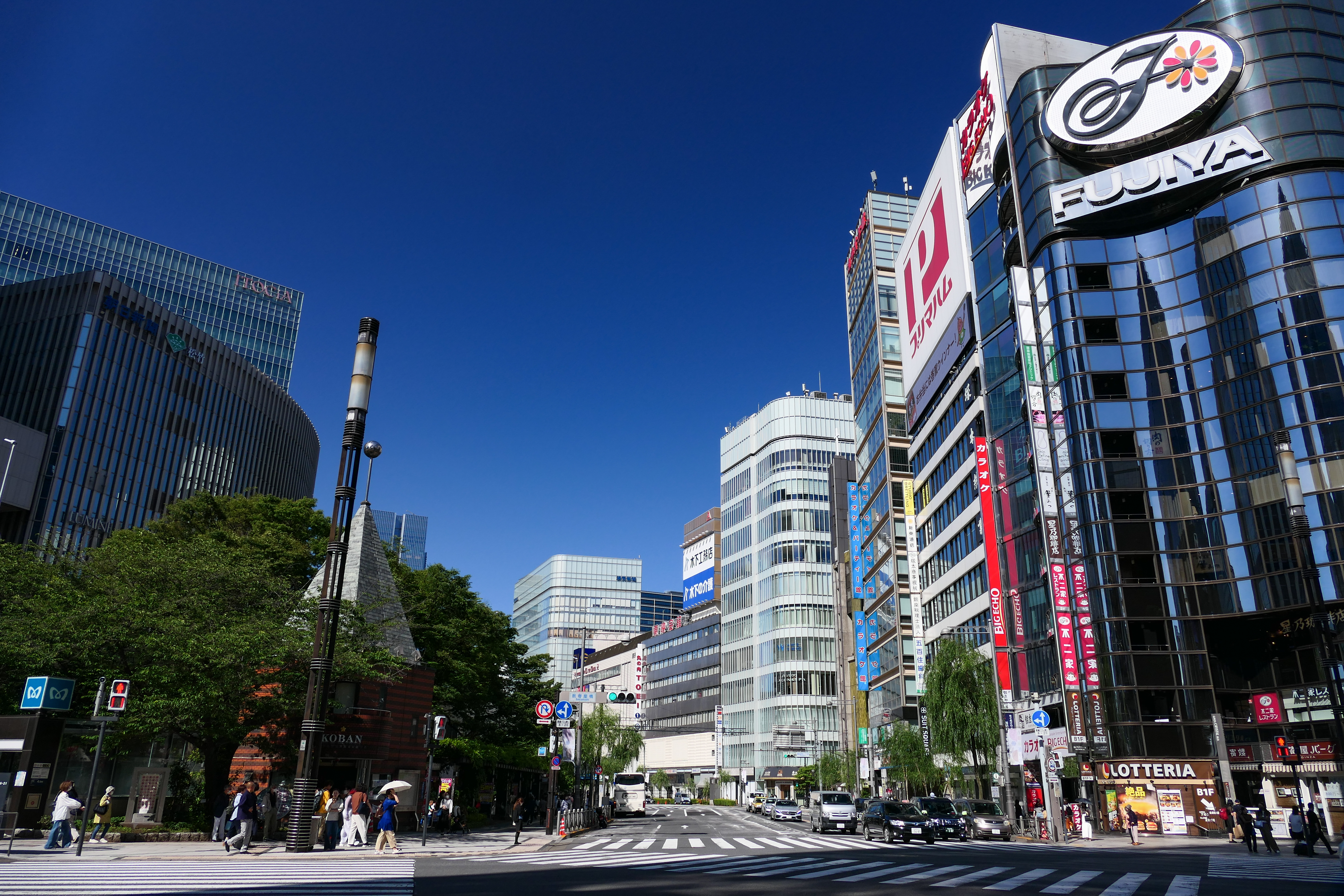
数寄屋橋交差点（2023年）

現在は数寄屋橋公園（東京都中央区銀座5丁目1-1）に橋の存在を示す碑が立ち、晴海通りと外堀通りの交差点名として残っているほか、周辺の建物に数寄屋橋の名を付しているものが多い。
また、銀座四丁目交差点（銀座三越・和光前）と並んで東京銀座地区の代表的な地名として認知され、待合わせや道案内の基準点として用いられている。
数寄屋橋交差点の周囲には、北に有楽町マリオン、西に東急プラザ銀座、東に銀座クリスタルビル（不二家数寄屋橋店）、南にGinza Sony Parkがあり、いずれも待ち合わせ等のランドマークとして使われる。

## 最寄り駅
- 東京地下鉄丸ノ内線、日比谷線 銀座駅 日比谷より出口すぐ上
- JR東日本山手線、京浜東北線、東京メトロ有楽町線 有楽町駅 徒歩5-10分